# Cratyna tanyae
Cratyna tanyae är en tvåvingeart som först beskrevs av Renaud Maurice Adrien Paulian 1961.  Cratyna tanyae ingår i släktet Cratyna och familjen sorgmyggor.
Artens utbredningsområde är Madagaskar. Inga underarter finns listade i Catalogue of Life.